# کلارنس چیلد
کلارنس چیلد (انگلیسی: Clarence Childs; ۲۴ ژوئیهٔ ۱۸۸۳ – ۱۶ سپتامبر ۱۹۶۰) ورزشکار دو و میدانی اهل ایالات متحده آمریکا بود.